# Ferula drudeana
Ferula drudeana är en flockblommig växtart som beskrevs av Jevgenij Korovin. Ferula drudeana ingår i släktet stinkflokesläktet, och familjen flockblommiga växter. Inga underarter finns listade i Catalogue of Life.